# Associazione delle biblioteche scientifico-ecclesiastiche
L'Associazione delle biblioteche ecclesiastiche-scientifiche (Verband kirchlich-wissenschaftlicher Bibliotheken, VkwB) è un'associazione tedesca che fa parte del Gruppo di lavoro degli archivi e delle biblioteche della Chiesa evangelica (Arbeitsgemeinschaft der Archive und Bibliotheken in der evangelischen Kirche, AABevK).
L'associazione comprende 110 (a gennaio 2019) biblioteche ecclesiastiche-scientifiche, principalmente della chiesa evangelica in Germania (chiese locali, università, istituti, autorità etc.). Il database di VkwB elenca, al 30 maggio 2023, 245 biblioteche. Il VkwB organizza servizi di prestito.

## Pubblicazioni
- Informationen für kirchliche Bibliotheken (IfkB), Neuendettelsau
- Bibliotheksführer der evangelischen Kirchen, Neuendettelsau 2002, ISSN 0343-1797 (WC · ACNP)